# افرای آمور
افرای آمور (نام علمی: Acer ginnala) نام یک گونه از سرده افرا است.